# Језици Србије
Србија има само један државни службени језик, а то је српски. Остали језици који се говоре у Србији су мађарски, босански, ромски, словачки, албански, румунски, хрватски, бугарски, македонски, русински итд.

## Српски језик
У већем делу Србије преовлађује српски језик. Босански и хрватски језик, који се, према попису становништва, говоре у појединим деловима Србије, практично су идентични српском, док многи говорници бугарског језика из југоисточне Србије говоре торлачким дијалектом, који се сматра једним од прелазних дијалеката између бугарског и српског језика.
Српски језик који се говори у Србији има неколико дијалеката: шумадијско-војвођански, смедеревско-вршачки, косовско-ресавски, призренско-јужноморавски, сврљишко-заплањски, тимочко-лужнички, источнохерцеговачки и зетско-рашки дијалекат. Шумадијско-војвођански и источнохерцеговачки дијалекти су основа за савремени стандардни српски језик.
У целом делу јужне Србије говори се призренско-тимочким (торлачким) дијалектом. Иако нема стандардну форму и и даље се говори без икаквог облика званичног статуса, неки могу сматрати торлачким посебним језиком. Он чини део јужнословенског дијалекатског континуума и прелазни је између источно-јужнословенских језика (углавном бугарског и македонског) и западних јужнословенских језика (чији је српски).

## Мањински језици
Поред српског, који је службени језик у целој земљи, у службеној употреби покрајинске администрације у Војводини је пет мањинских језика: мађарски, румунски, словачки, русински и хрватски. Српски је главни језик који користи покрајинска администрација и све градске и општинске управе у Војводини. Осталих пет језика користе покрајинска администрација и одабране градске или општинске управе. Српски је у пракси lingua franca региона и број декларисаних говорника српског језика у покрајини премашује број декларисаних етничких Срба. Од осталих језика, мађарски и словачки су доминантни у неколико општина, док су остали језици доминантни само у неколико села.
У Србији се говори укупно 15 мањинских језика. Ти језици су албански, босански, бугарски, буњевачки, хрватски, чешки, немачки, мађарски, македонски, ромски, румунски, панонски русински, словачки, украјински и „влашки“. Европску повељу о регионалним или мањинским језицима потписале су Србија и Црна Гора 2005. године. Република Србија као наследница Државне заједнице Србија и Црна Гора наставља своје законске обавезе према повељи и она је ступила на снагу 2006. године. У општинама у којима поједине мањине чине више од 15 % укупног становништва увођење мањинског језика у службену употребу је обавезно. Такође, у Покрајини Војводини, мањински језик и писмо који није у службеној употреби на целој територији општине уводи се у службену употребу у насељу те општине ако у том насељу проценат дате мањине достигне 15 %.
Уставом Републике Србије прописано је да су у службеној употреби српски језик и ћирилично писмо, док се службена употреба других језика и писама уређује законом. Међутим, у последње време латиница постаје све популарнија, посебно код младих. Такође, одредбом члана 79. прецизирано је и право припадника мањинских националних заједница на очување културног идентитета, што укључује и право на употребу сопственог језика и писма.